# ますおかゆうじ
ますおか ゆうじは、日本の男性声優。主にアダルトゲームに声をあてている。

## 出演
太字はメインキャラクター。

### アダルトアニメ
- ネトラセラレ（2015年、秀次郎）

### アダルトゲーム
2010年
- おっぱいハート〜彼女はケダモノ発情期ッ!?〜（徳川拓郎）
- 巨乳魔女（紅服C）
- 三極姫〜乱世、天下三分の計〜（周瑜公瑾）
- はぴ☆さま! 〜宮乃森村へようこそ!〜（村役員、他）
- ルーンロオド（ヨハン＝ラドリング）

2011年
- AQUA -アクア-（橘俊介）
- 巨乳ファンタジー 外伝（アルジャン）
- 恋するコトと見つけたり（西埜雷）
- 戦極姫3〜天下を切り裂く光と影〜（天城颯馬、朝比奈泰朝、島津貴久）
- 蒼穹のソレイユ 〜FULLMETALL EYES〜（シアールフィ）
- 大帝国
- 初恋予報。（植村陽斗）
- White 〜blanche comme la lune〜
- ぽちとご主人様（龍女司）
- 漆黒のシャルノス Fullvoice ReBORN Edition (ハワード・フィリップス）

2012年
- 死神のテスタメント - 担当キャラクター非公開
- 出撃!乙女たちの戦場3〜電撃作戦!戦果はエースの名のもとに〜（冬月祐一、ユーリ・ダンディ）
- 初恋前線。（植村陽斗）
- 創世奇譚アエリアル（尾身俊紀）
- 戦極姫4〜争覇百計、花守る誓い〜（天城颯馬、九戸政実、島津貴久）

2013年
- 終奏のオーグメント（河嶋 秀弥）
- つよきす3学期 Full Edition
- 魔導巧殻 〜闇の月女神は導国で詠う〜
- グリザイアの楽園 -LE EDEN DE LA GRISAIA-
- あいこみゅ!! -IDOL Communication-（恩田 裕也）
- 双子座のパラドクス（稲嶺 和雄）
- 幻創のイデア（ゼロ）
- ずっとすきしてたくさんすきして
- 逆王道（室町 敏明）
- どらぺこ! 〜おねだりドラゴンとおっぱい勇者〜
- フレラバ ～Friend to Lover～
- 戦刃乙女 マキナに宿りし心が願うは…（剣崎 修一郞）
- 黄雷のガクトゥーン:シャイニングナイト -N'gha-Kthun:Shining Night-（ヴァルター・リッツ、アルベール）
- PriministAr -プライミニスター
- 巨乳ファンタジー外伝2（アルジャンヌ・ド・ボン）
- そして煌めく乙女と秘密^5
- 戦極姫5 ～戦禍断つ覇王の系譜～（九戸 政実、天城 颯馬、島津 貴久）
- 戦場のフォークロア -亡国の騎士団-（トッド・クラプトン）

2014年
- 寝取られ続けた人生（鷹野 英太）
- サツコイ ～悠久なる恋の歌～（豪徳寺 清正）
- パサージュ！〜passage of life〜（沢良木 始）
- 巨乳ファンタジー2 if
- 螺旋遡行のディストピア -The infinite set of alternative version-（矢代 颯真）

2015年
- アヤカシ散華（長井風天、岩魚坊主）
- 時計仕掛けのレイライン -朝霧に散る花-（アーリック・リッター・フォン・ヴァインベルガー）
- 夏の色のノスタルジア（諒人の父親）
- 1/7の魔法使い（大和田 直樹）
- 戦極姫6 ～天下覚醒、新月の煌き～（天城 颯馬、前田 利家、秋月 種実）
- 魔法少女の兄 ～下手な嘘と不良少年～（結城 カズマ）
- イブニクル（ヤラセ）
- 神のラプソディ
- 迷える2人とセカイのすべて LOVE HEAVEN 300％
- 巨乳ファンタジー デジタルノベライズ版（アルジャン）
- ソーサリージョーカーズ（陸壬 陽斗）
- ランス03 リーザス陥落（ミ・ロードリング、コーン・マーガリン）
- 三極姫4 ～天下繚乱 天命の恋絵巻～
- 私が好きなら「好き」って言って!（初秋 楓太）
- 天ノ空レトロスペクト（行定 篤次）
- こころリスタ!（天野 リュウゴ）
- 巨乳ファンタジー3（ファローン）
- 見上げてごらん、夜空の星を（田尻 啓介）
- IZUMO4（御子神屠竜）

2016年
- 天極姫2 ～覇権争奪、幻妖の将星～（一反木綿）
- この恋、青春により。（川上 斗真）
- 見上げてごらん、夜空の星を FINE DAYS（田尻 啓介）
- 戦極姫7 ～戦雲つらぬく紅蓮の遺志～（島津 貴久）
- HOTOTOGISU ～ULTRA PATRIOT～（塚本 一樹、藤堂 晃）
- 王の耳には届かない！（宰相）
- 仄暗き時の果てより（和合 洋祐）

2017年
- 戦御村正 ‐剣の凱歌‐ DX（真田 幸村、ゲオルギス クラースヌイ）
- ネコぱら Vol.3 ネコたちのアロマティゼ
- Re;Lord 第三章 ～グローセンの魔王と最後の魔女～（オスヴァルト）
- 超昂神騎エクシール（ダイン）
- LoveKami -Sweet♥Stars-
- 三極姫5 ～飛将光臨・戦煌の闘神～

2018年
- ラズベリーキューブ
- ラッキードッグ1 + bad egg（ノーマン・エインズワース）

2019年
- Evenicle Ⅱ（ベイスケ）
- 流星ワールドアクター
- 大戦御村正 -魔人覚醒-

2020年
- ドーナドーナ いっしょにわるいことをしよう（玖光）